# This Is Me... Then
This Is Me... Then – trzeci (czwarty ogólnie) album Jennifer Lopez wydany w listopadzie 2002 roku. W 2004 roku w Wielkiej Brytanii wydano reedycję zawierającą dodatkową płytę CD (płytę można też było kupić z DVD "The Reel Me").
Album zadebiutował na 6. miejscu U.S. Billboard 200. Sprzedano 314 000 kopii w jego pierwszym tygodniu w sprzedaży. Znajdował się w pierwszej dwudziestce przez 12 tygodni, a na liście, ogółem, znajdował się przez 37 tygodni.
Wydano cztery single: "Jenny from the Block" (feat. Styles P & Jadakiss), "All I Have" (feat. LL Cool J), "I'm Glad" i "Baby I Love U!". Cover piosenki Carly Simon "You Belong To Me" został wydany w Brazylii, gdzie znalazł się na soundtracku telenoweli Mulheres Apaixonadas, natomiast "The One" został rozesłany do europejskich stacji radiowych, gdzie znalazł się na 41. pozycji na liście Romanian Top 100 w połowie maja 2003.

## Lista utworów
1. "Still"- 3:40
2. "Loving You"- 3:45
3. "I'm Glad"- 3:42
4. "The One"- 3:36
5. "Dear Ben"- 3:14
6. "All I Have" (feat. LL Cool J)- 4:14
7. "Jenny from the Block" (feat. Styles P & Jadakiss)- 3:08
8. "Again"- 5:47
9. "You Belong To Me"- 3:30
10. "I've Been Thinkin'"- 4:41
11. "Baby I Love U!"- 4:43
12. "The One (Version 2)"- 3:31

### Edycja europejska i meksykańska
1. "I'm Gonna Be Alright (Track Masters Remix)" (feat. Nas)- 2:52

### Edycja brazylijska
1. "Jenny from the Block" (Album Version Without Rap)- 2:49

### UK Bonus-Disc Edition
1. "I'm Gonna Be Alright (Track Masters Remix)" (feat. Nas)- 2:52

#### Bonus disc
1. "Jenny from the Block" (Seismic Crew's Latin Disco Trip) – 6:41
2. "All I Have" (Ignorants Mix featuring LL Cool J) – 4:03
3. "I'm Glad" (Paul Oakenfold Perfecto Remix) – 5:47
4. "The One" (Bastone & Burnz Club Mix) – 7:40
5. "Baby I Love U!" (R. Kelly Remix) – 4:11

## Pozycje na listach przebojów
| Lista (2002)                          | Najwyższa pozycja |
| ------------------------------------- | ----------------- |
| Australian (ARIA) Albums Chart        | 14                |
| Belgian Ultratop 50 Albums (Flandria) | 6                 |
| Belgian Ultratop 50 Albums (Walonia)  | 6                 |
| Canadian Albums Chart                 | 5                 |
| Dutch Albums Chart                    | 4                 |
| European Top 100 Albums               | 3                 |
| French (SNEP) Albums Chart            | 4                 |
| German Albums Chart                   | 4                 |
| Japanese Oricon Albums Chart          | 9                 |
| Norwegian Albums Chart                | 13                |
| Swiss Albums Chart                    | 3                 |

| Lista (2003)                          | Najwyższa pozycja |
| ------------------------------------- | ----------------- |
| Austrian Albums Chart                 | 7                 |
| Danish Albums Chart                   | 13                |
| Finnish Albums Chart                  | 10                |
| Hungarian (Mahasz) Albums Chart       | 9                 |
| Irish Albums Chart                    | 15                |
| Italian (FIMI) Albums Chart           | 11                |
| New Zealand (RIANZ) Albums Chart      | 19                |
| Polish Albums Chart                   | 19                |
| Portuguese Albums Chart               | 22                |
| Swedish Albums Chart                  | 7                 |
| UK Albums Chart                       | 13                |
| U.S. Billboard 200                    | 2                 |
| U.S. Billboard Top R&B/Hip-Hop Albums | 5                 |
| U.S. Billboard Top Internet Albums    | 2                 |

## Sprzedaż i certyfikaty
| Nadawca               | Certyfikat | Sprzedaż  |
| --------------------- | ---------- | --------- |
| Australia (ARIA)      | Platyna    | 70,000    |
| Austria (IFPI)        | Złoto      | 10,000    |
| Belgia (IFPI)         | Złoto      | 15,000    |
| Europa (IFPI)         | Platyna    | 1,000,000 |
| Finlandia (IFPI)      | Złoto      | 19,998    |
| Francja (SNEP)        | Złoto      | 320,000   |
| Kanada (CRIA)         | 2×Platyna  | 200,000   |
| Niemcy (IFPI)         | Złoto      | 100,000   |
| Nowa Zelandia (RIANZ) | Złoto      | 7,500     |
| Szwajcaria (IFPI)     | Platyna    | 30,000    |
| Szwecja (IFPI)        | Złoto      | 20,000    |
| U.S. (RIAA)           | 2×Platyna  | 2,500,000 |
| Węgry (Mahasz)        | Złoto      | 7,700     |
| Wielka Brytania (BPI) | Platyna    | 300,000   |
| Świat                 | —          | 6,000,000 |